# Dante Holmberg
Dante Anders Roland Holmberg, ursprungligen Anders Roland Holmberg, född 8 oktober 1955 i Stockholm, är en svensk gitarrist.
Holmberg var med i gruppen Uppåt Väggarna 1970 och var sångare och gitarrist i det svenska rockbandet Strix Q från att gruppen bildades 1977 fram till att den upplöstes 1983. Holmberg släppte sin egen LP " utan etikett" 1984. Körade gjorde Annelie Rydé och Tommy Nilsson. Han kompade mellan 1977 och 1989 Magnus Uggla på diverse turnéer. Han är numera med i dansbandet Joyride.
Holmberg var den första i Sverige att belönas med Guldklaven som ”Årets Gitarrist” i Malung 2000.
Holmberg har spelat i flera genrer. Han har spelat med discogruppen Boney M, schlagerartister som Jan Johansen och Nanne Grönvall och med rockartister som Steve Gibbons.